# 金峰江站
金峰江站（韓語：금봉강역）是朝鮮民主主義人民共和國江原道通川郡的一個鐵路車站，属于金刚山青年线。

## 历史
- 1931年7月21日，落成使用。
- 1950年，停止使用。
- 1996年，重新使用。

## 邻近车站
金刚山青年线
鳴皋站 - 金峰江站 - 侍中湖站